# ピエール＝イヴ・ポロマ
ピエール＝イヴ・ポロマ（Pierre-Yves Polomat、1993年12月27日 - ）は、マルティニーク・フォール＝ド＝フランス出身のプロサッカー選手。ポジションはDF。

## 経歴

### クラブ
2008年にフランス本土に渡りオリンピック・マルセイユの下部組織に入団。しかしピッチ外での問題から在籍2年で退団した。
マルセイユ退団後、2週間のトライアルを経てASサンテティエンヌに入団。2012年9月28日、クープ・ドゥ・ラ・リーグのFCロリアン戦でプロデビューを果たした。
2014年1月31日、出場機会を求めLBシャトールーにレンタル移籍。しかし加入後初戦で足首を痛め、2ヶ月間離脱。
2014年8月13日、リーグ・ドゥのスタッド・ラヴァルにレンタル移籍。
2019年6月25日、ゲンチレルビルリイSKに移籍した。
2022年、FCヴェルサイユ78に加入した。

### 代表
2013年、トルコで開催されたFIFA U-20ワールドカップで2試合に出場した。